# Alaksandr Klimienka
Alaksandr Klimienka (biał. Аляксандр Кліменка, ros. Александр Клименко; ur. 28 marca 1983 w Mozyrzu) – białoruski piłkarz, grający na pozycji napastnika, reprezentant Białorusi.